# Vågsäters naturreservat
Vågsäters naturreservat är beläget vid Viksjön i Valbo-Ryrs socken i Munkedals kommun i Västra Götalands län.
Reservatet är skyddat sedan 1973 och är 9 hektar stort. Det utgörs av en grusavlagring som har stora geologiska värden. Det ligger vid gården Vågsäter, öster om Munkedal.
Avlagringen ligger vid änden av Viksjön, där den delar dalgången som en barriär. Den har betydelse för tolkningen av den senaste nedisningen och israndlägena i denna del av Dalsland.
Avlagringens ytformer visar dels en tydlig och lättolkad morfologi och har bearbetats av havsvågorna under landhöjningsperioden. I de ytliga sedimenten på avlagringen kan man med lätthet finna de fossil, som gör det möjligt att tolka den mångtusenåriga utvecklingen, vegetationshistoriskt och klimatologiskt, inom denna trakt.